# Colonzelle

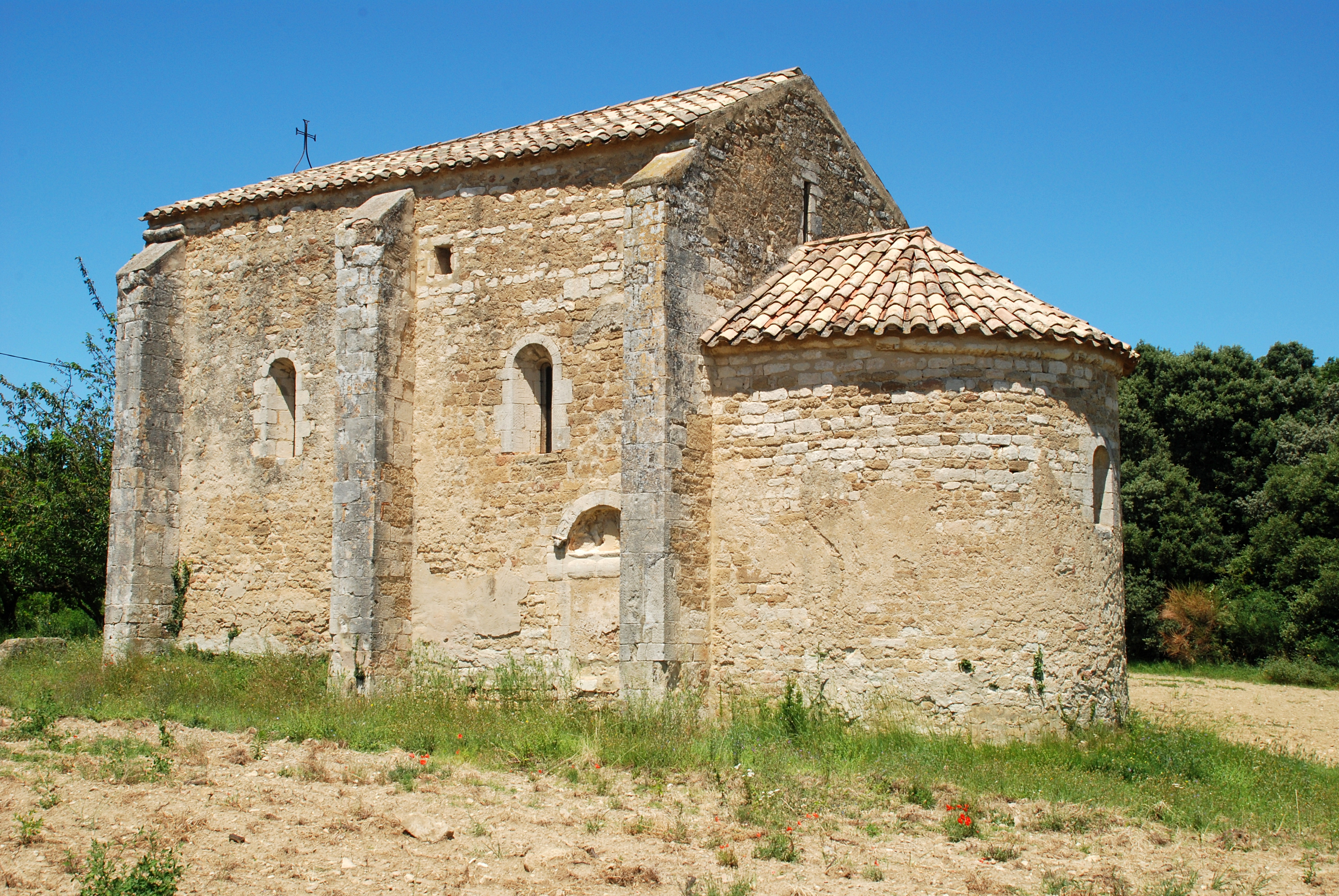
Kościół z XII wieku w Colonzelle, 2008

Colonzelle – miejscowość i gmina we Francji, w regionie Owernia-Rodan-Alpy, w departamencie Drôme.
Według danych na rok 1990 gminę zamieszkiwało 397 osób, a gęstość zaludnienia wynosiła 66 osób/km² (wśród 2880 gmin regionu Rodan-Alpy Colonzelle plasuje się na 1236. miejscu pod względem liczby ludności, natomiast pod względem powierzchni na miejscu 1435.).